# Кёк-Мойнок-Второе
Кёк-Мойнок-Второе (кирг. Көк-Мойнок-Экинчи) — село в Тонском районе Иссык-Кульской области Киргизии. Входит в состав Кёк-Мойнокского аильного округа. Код СОАТЕ — 41702 220 807 03 0.

## Население
По данным переписи 2009 года, в селе проживало 709 человек.